# 神奈川県立光陵高等学校
神奈川県立光陵高等学校（かながわけんりつ こうりょうこうとうがっこう）は、神奈川県横浜市保土ケ谷区権太坂1-7-1にある県立高等学校。

## 概要
横浜国立大学教育学部に、将来、附属高等学校を設置するという意図の下に、1966年（昭和41年）、横浜市中区立野にあった横浜国立大学教育学部（当時）附属横浜中学校の隣接地に、神奈川県立横浜立野高等学校山手分校が設置された。しかし、国立高校への移管は茗渓会からの反対などで行われず、神奈川県立光陵高等学校として独立（1968年）し、現在に至っている。そうした経緯から、開校後数年間は、横浜国立大学附属中学からの進学者が大半を占め、学区の扱いも柔軟なものであった。
1971年（昭和46年）、現在地（東海道の名所権太坂）に移転。
2007年（平成19年）、県教育委員会から「学力向上進学重点校」10校のうちの1校に選ばれた。ほとんどの生徒が進学希望である。
2009年（平成21年）4月からは、横浜国立大学教育学部附属横浜中学校と連携し、中高一貫教育が実施されている。同校創立時の目標が、40年を経て形を変えて達成されることになった。
2022年、神奈川県内の県立高校改革実施計画により「STEAM教育研究推進校」に指定される。

## 校名の由来
山手分校時代の学生・職員達によって命名された。県立高校で地名に由来しない校名が付けられたのは1960年代当時は非常に珍しかった。権太坂に因んだ「権太坂高等学校」という校名も候補の一つであったが、女子生徒陣の猛反対に遭い実現しなかった。

## 部活動
運動部
- サッカー
- 硬式野球
- ハンドボール（男子、女子）
- 陸上競技
- 剣道
- バレーボール（男子、女子）
- バスケットボール（男子、女子）
- バドミントン（男子、女子）
- ダンス - 『春の日本高校ダンス部選手権』で2018年優秀賞
- 卓球
- 体操
- テニス（男子、女子）
- ソフトテニス
- 水泳
- ワンダーフォーゲル

文化部
- 吹奏楽
- 演劇
- 合唱
- 茶道
- 科学
- 美術
- 文芸
- 囲碁
- 写真
- L.M.C.
- 弦楽
- 英語
- クッキング
- クイズ研究

同好会
- パソコン
- アンサンブル

## 沿革
- 1966年 - 神奈川県立横浜立野高等学校山手分校として設立
- 1968年 - 神奈川県立光陵高等学校として独立
- 1971年 - 現在地に移転
- 2007年 - 県教育委員会から「学力向上進学重点校」に指定
- 同年12月 - 中高大の一貫教育計画を発表

### 学区
- 1966 - 1970年 - 横浜南部学区　および横浜北部、横浜中部、横須賀三浦、鎌倉湘南学区
- 1971 - 1973年 - 横浜中部学区　および横浜北部、横浜南部、横須賀三浦、鎌倉湘南学区
- 1974年 - 横浜中部学区　および横浜北部、鎌倉湘南学区からそれぞれ上限45名
- 1975 - 1980年 - 横浜中部学区
- 1981 - 2004年 - 横浜中部学区（新）[3]
  - 神奈川県高等学校の通学区域

## 交通
- 東日本旅客鉄道（JR東日本）東戸塚駅より横浜市営バス10分「境木中学校前」下車 徒歩10分、神奈中バス「権太坂」下車徒歩5分
- JR東日本保土ケ谷駅東口より神奈中バス10分「権太坂」下車 徒歩5分

## 著名な出身者

### 学者
- 山本勉 - 清泉女子大学教授（日本美術史）
- 中井泉 - 東京理科大学理学部教授
- 馬場靖憲 - 東京大学教授
- 小林謙一 - 中央大学文学部教授（考古学）
- 田崎悦子 (教育学者)
- 井上隆史 (国文学者)
- 宮本直美 (社会学者)

### スポーツ・文化・芸能
- 真野あずさ - 女優[4]
- あさみ順子 - パズル作家
- オオゼキタク - シンガーソングライター
- 道蔦岳史 - 放送作家、クイズ作家
- 上大岡トメ - イラストレーター、エッセイスト
- 三宅純 - ジャズミュージシャン、作曲家
- 波木井賢 - アムステルダムロイヤル・コンセルトヘボウ管弦楽団首席ビオラ奏者
- 佐野譲顕 - 日本テレビ執行役員制作局長、元プロデューサー。
- 増田隆生 - 元日本テレビアナウンサー。
- 武藤友樹 - NHKアナウンサー
- 長島真祐 - 声優
- 大河原あゆみ - 元山口放送アナウンサー。現在はフリーアナウンサー
- 正名僕蔵 - 俳優
- 原良枝 - 元テレビ神奈川アナウンサー。現在はフリーアナウンサー
- 山本かおり - シンガーソングライター、女優
- 中村恩恵 - 振付家、舞踊家
- 竹内晶子 - 女優、俳優トレーナー

### 財界
- 太田秀和 - 西武ライオンズ代表取締役球団社長兼オーナー代行
- 澤田宏太郎 -  ZOZO代表取締役社長
- 高橋克徳 - ジェイフィール代表取締役、東京理科大学教授
- 辻慎吾 - 森ビル代表取締役社長、不動産協会副理事長、藍綬褒章
- 山岸広太郎 - グリー株式会社 取締役 共同創業者

### 政界
- 三村和也 - 元衆議院議員
- 鈴木太郎 - 横浜市議会議員
- 水野文也 - 元千葉県議会議員
- 田中信次 - 神奈川県議会議員

### 官界
- 金子修一 - 原子力規制庁長官

### その他
- 平田仁子 - 環境活動家